# Kamni Vrh pri Ambrusu
Kamni Vrh pri Ambrusu je naselje v Občini Ivančna Gorica.
Naselje Kamni vrh leži na istoimenskem slemenu ob odcepu ceste Ambrus - Zagradec. Sleme v nadmorski višini 420 do 480 mnm se vzpne na zahodu v hrib Kamni vrh (521 mnm), na severu pa na Stražarjev vrh (500 mnm) s cerkvijo.
Na Stražarjevem vrhu stoji podružnična cerkev sv. Petra, enoladijska stavba z enopolnim, tristrano sklenjenim in križno rebrasto  obokanim prezbiterijem iz 1. polovice 15. stoletja. Celotna notranjost prezbiterija pokrivajo freske Janeza Ljubljanskega iz 1459.